# Polyclub
 (avril 2021).
Si vous disposez d'ouvrages ou d'articles de référence ou si vous connaissez des sites web de qualité traitant du thème abordé ici, merci de compléter l'article en donnant les références utiles à sa vérifiabilité et en les liant à la section « Notes et références ».

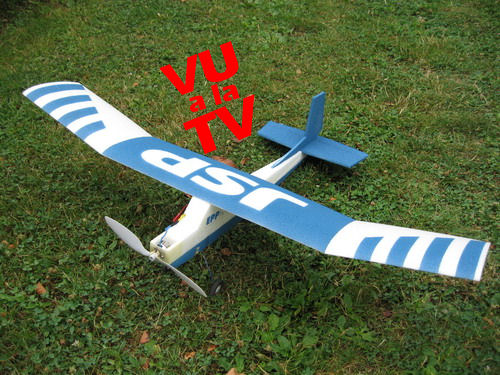
Le Polyclub sur une fiche publicitaire.

Le Polyclub est un avion radiocommandé qui pèse en moyenne 250 grammes.
Créé en 2006 au sein du club indoor de Saint-Vrain dans l’Essonne, le dessin original est de William Rohmer (willmodelisme) membre du club à cette époque.
« J'ai voulu fabriquer un avion indoor résistant aux chocs inévitables quand on débute. À l'époque, les avions indoor étaient en balsa ou en dépron. Il n'existait rien de vraiment crash proof.
En même temps, je pratiquais le vol de pente (en Bretagne) avec les premiers avions en EPP (Combat air Modèle). Ces modèles étaient conçus pour le combat en vol de pente.
Pourquoi ne pas transposer ce principe pour l'indoor ? »
Le premier avion indoor en polypropylene expansé (EPP) fut ainsi créé.
Le nom Polyclub fut donné par Jacques Rousseaux (à époque vice-président de la FFAM et chargé de la réglementation) et présent le jour du premier vol au club.

Ce fut un succès immédiat.
Les plans originaux sous forme de fichier numérique pour la découpe CNC ont dès le départ été rendu publics par le créateur du Polyclub et cela a permis au plus grand nombre de posséder ce petit avion à moindre cout.

Au départ uniquement disponible via les clubs et les réseaux de CNCistes (ceux qui possédaient une machine de découpe au fil chaud), l'avion fut même par la suite proposé à la vente par quelques fabricants français.
Modèle à propulsion électrique, il est intégralement constitué d'EPP.
Sa légèreté et son aptitude au vol ainsi que sa résistance aux crashs en font un appareil performant.
Il est d'ailleurs de bonne condition à l'apprentissage de l'aéromodélisme indoor, il tourne dans un mouchoir de poche et ne vole pas trop vite si le poids n'est pas trop élevé.
Le Polyclub est devenu l'avion-école indoor officiel de la Fédération française d'aéromodélisme.
Il a permis à de nombreux débutants d'évoluer vers de modèles plus complexes et ainsi de rejoindre le monde de l'aéromodélisme avec succès.

## Dimensions
- Envergure : 100 cm
- Longueur : 75 cm
- Poids : 200-270 g selon équipements
- Surface alaire : 17 dm2, charge alaire 14-16 g/dm2
- Radio : 3 voies minimum, dérive, profondeur et gaz.
- Moteur brushless type micro (DYS A2812, rex 220, DIY cdrom, micro typhoon, etc.) avec contrôleur approprié et avec hélice GWS de 10 × 4,7, 9 × 4,7, 8 × 4,3. Servo type 9 grammes.
- Récepteur 3 voies minimum.
- Centrage: 33%, sur le longeron carbone.

Toutefois, il est possible de faire voler des modèles de 400 grammes, avec une charge alaire de 24 g/dm2.

## Description
Cet avion est découpé avec une machine à commande numérique et comporte peu de pièces. Il est intégralement constitué d'EPP, une mousse révolutionnaire pour le modélisme. Ce matériau est incassable, élastique et à mémoire de forme : il encaisse les chocs en se déformant, sans se casser et en reprenant sa position initiale.
Les éléments radio sont soit collés au double face sur le fuselage, soit facilement incrustés dans l'EPP en creusant les logements avec un cutter.
La batterie est fixée sous le fuselage avec un bout d'élastique et deux épingles. Très commode pour affiner le centrage. Les empennages sont constitués d'EPP découpé en feuille.
Les gaines de commande sont collées sur le fuselage à l'époxy 5 min ou bien incrustées dans les flancs. Le fuselage est en un seul bloc.
Le moteur est fixé sur un morceau de contreplaqué ou d'époxy collé sur le nez de l'avion.
Selon le type de moteur utilisé, la fixation sera différente. Mais le principe reste le même.
Les ailes sont en EPP densité 20 kg/m3.
Les panneaux sont collés à l'époxy 5 min. Et le dièdre de 15 degrés est déjà prévu sur les fichiers numériques originaux (7.5 degrés sur chaque panneau). Un tube de carbone 5 mm prend place dans le sillon pour rigidifier l'aile. Ce tube sera lui aussi collé à l'époxy.

## Le vol
Adapté à l'indoor et aux débutants, le vol est lent et stable, très facilement contrôlable malgré ses 2 axes. Les murs qui se rapprochent ne sont plus effrayants. On aime le piloter sur un filet de gaz. Sa tendance naturelle à prendre de la hauteur quand on pousse les gaz facilite le décollage. Il reste de plus bien droit lors du roulage (un simple patin arrière suffi). Le bon réglage du piqueur moteur doit permettre de planer gaz coupés avec une légère pente descendante. Ce réglage est normalement celui de la découpe du nez. 
Ne cherchez pas à compenser sa tendance à monter quand vous mettez les gaz en augmentant le piqueur. 
Il vaut mieux piloter la monter plein gaz en poussant un peu. Cela ce remarque surtout pour les grosses motorisations bien joufflues. 
Le polyclub peut aussi voler en extérieur, même avec un peu de vent. 
L'avion plane super bien, est très réactif aux commandes et il peut tourner dans un mouchoir de poche.
Faire un petit stationnaire face au vent est un régal. 
En fonction de la motorisation choisie, les vols peuvent etre plus musclés et la voltige de base (boucle, renversement) est possible. Certains passent le vol dos (pas longtemps) grâce à une motorisation puissante. Bref, un engin pour s'éclater sans prise de tête.
Pour la déco, le choix est vaste car toutes les peintures marchent sur l'EPP.

## Galerie photo

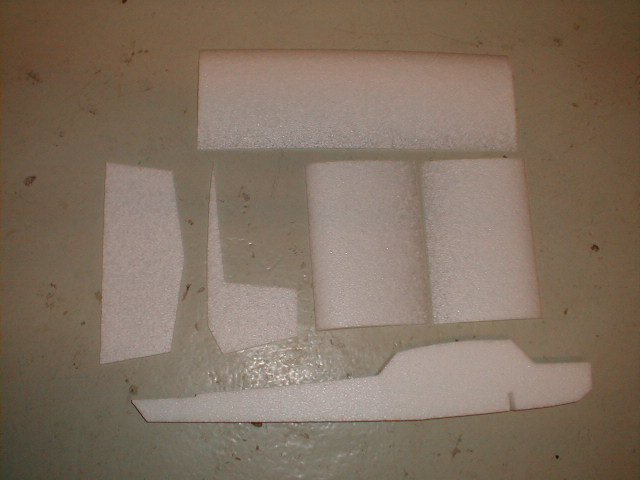
Parties du Polyclub comme elles sont livrées
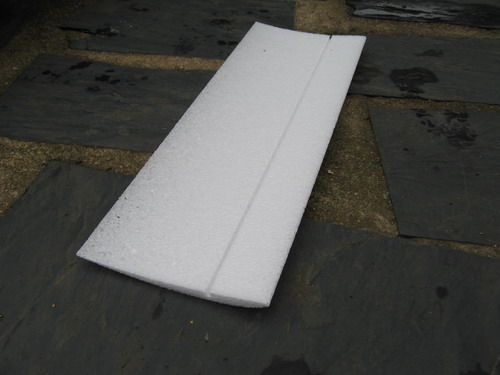
Partie centrale de l'aile du Polyclub
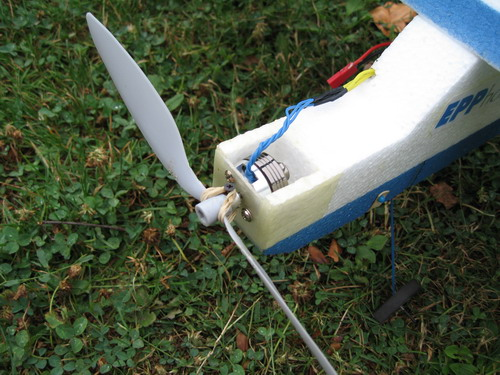
Bâti-moteur du Polyclub
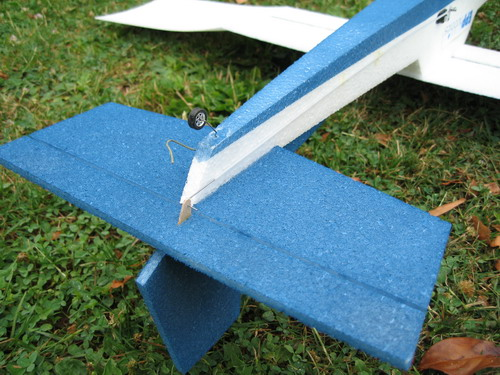
Empennages du Polyclub
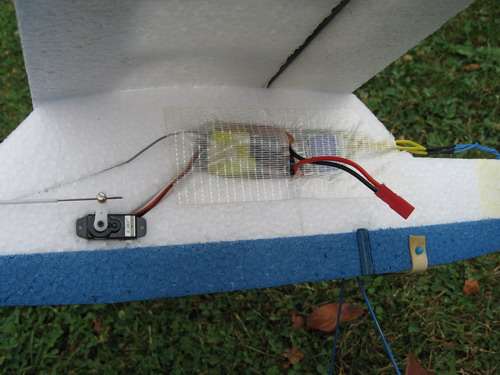
Centre électrique du Polyclub
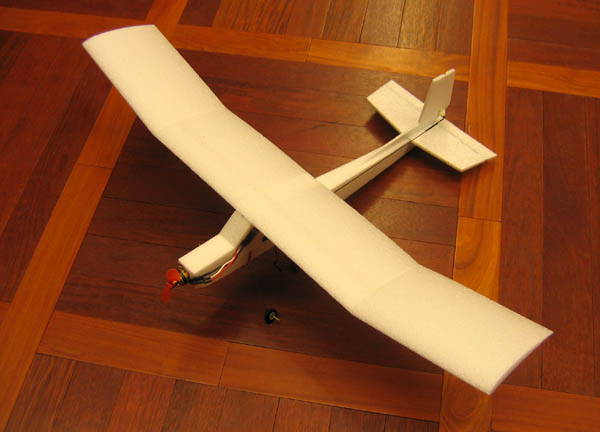
Polyclub complet
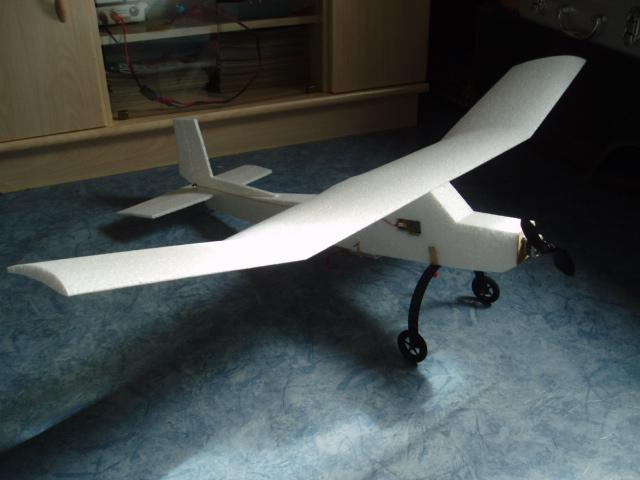
Polyclub complet
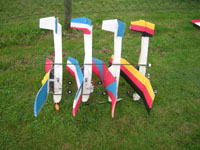
Le Polyclub est très populaire